# Ифе
И́фе (англ. Ife, йоруба Ilé-Ifè) — город на юго-западе Нигерии. Один из важнейших очагов древней цивилизации в Западной Африке. В XII—XIX веках Ифе был городом-государством народа йоруба. В Ифе найдены гармоничные по пропорциям терракотовые головы, монументальные бронзовые головы богов и властителей, выразительные, покрытые орнаментальными украшениями бронзовые полуфигуры (вероятно, царей Ифе). Бронзовая скульптура Ифе оказала большое влияние на развитие художественной культуры Бенина — государства, существовавшего до конца XIX в. на территории Нигерии. До сих пор йоруба почитают Ифе как свою прародину.
Современный Ифе, университетский город с населением около 300 000 человек и экономикой, основанной на производстве пальмового масла, какао и других продуктов, вырос на землях, заселённых народом йоруба как минимум с VIII в. С XII в. здесь был город-государство, а сейчас — религиозный центр 25 с лишним миллионов йоруба — место, «где их боги спустились с небес, чтобы создать этот мир».